# Laguna Conguagua
Die Laguna Conguagua (auch: Laguna de San Jorge oder Laguna San José) ist ein See im Übergangsgebiet der beiden Departamentos Beni und Santa Cruz in Bolivien.

## Lage im Nahraum
Die Laguna Conguagua liegt westlich des Oberlaufs des Río Ibare in der Ebene der Llanos de Guarayos, siebzig Kilometer nordnordwestlich der Stadt Ascención de Guarayos. Der See liegt auf einer Höhe von 160 m und erstreckt sich in der Länge auf fünfzehn Kilometer und in der Breite auf bis zu sechs Kilometer. Seine Fläche beträgt 68,6 Quadratkilometern und der Umfang des Sees liegt bei 37 Kilometern. Verwaltungstechnisch gehört der nördliche Teil des Sees zum Municipio San Andrés der Provinz Marbán, der südliche Teil zum Municipio El Puente der Provinz Guarayos.

## Geographie
Die Laguna Conguagua liegt im bolivianischen Tiefland, das Klima ist semi-humid und gekennzeichnet durch eine für die Tropen typische ausgeglichene Temperaturkurve mit nur geringen Schwankungen.
Die mittlere Durchschnittstemperatur der Region liegt bei etwa 25 °C (siehe Klimadiagramm Urubichá) und schwankt nur unwesentlich zwischen 22 °C im Juni und Juli und 27 °C von Oktober bis Februar. Der Jahresniederschlag beträgt etwa 1.150 mm, bei einer schwach ausgeprägten Trockenzeit von Juni bis September mit Monatsniederschlägen unter 45 mm, und einer deutlichen Feuchtezeit von November bis März mit Monatsniederschlägen zwischen 140 und 200 mm.